# Bengt Hasselrot
Bengt Hasselrot (Estocolm, 12 d'agost de 1910 - Uppsala, 27 de setembre de 1974) va ser un romanista suec.

## Vida
Hasselrot va patir de jove una poliomelitis. Després dels estudis, va fer una estada a Suïssa per raons mèdiques. Allí descobrí el francoprovençal i aprofità per dedicar-se al seu estudi. Amb aquest tema es va doctorar el 1937 a Uppsala amb la tesi Étude sur les dialectes d'Ollon et du district d'Aigle, Vaud (Uppsala / Paris 1937), una tesi de dialectologia francoprovençal. El 1946 va esdevenir professor a Copenhaguen, i el 1950 docent a la Universitat d'Uppsala. De 1959 a 1972 va ser (com a successor de Paul Falk) professor de llengües romàniques a la Universitat d'Uppsala (al seu torn, va ser succeït per Lennart Carlsson a la jubilació).
Les especialitats de Hasselrot foren la dialectologia, sobretot gal·loromànica, l'onomàstica i els estudis sobre morfologia (diminutius), però també publicà algunes contribucions de tema literari.
Hasselrot es va casar el 1930 amb la suïssa Marie-Louise Muller (1901-1973), que conegué com a infermera en la seva estada a Suïssa, i tingueren dues filles.

## Obres
- Du changement de genre comme moyen d'indiquer une relation de grandeur dans les langues romanes. Uppsala / Leipzig 1945.
- Benjamin Constant og Bernadotte. De l'esprit de conquête et de l'usurpation og dens tilblivelse. Copenhaguen 1950.
- (ed.) Nouveaux documents sur Benjamin Constant et Mme de Staël. Copenhaguen 1952.
- (ed.) Benjamin Constant, Lettres à Bernadotte. Sources et origine de l'Esprit de conquète et de l'usurpation. París/Ginebra 1952.
- (ed. amb Jöran Sahlgren i Lars Hellberg) Quatrième Congrès international de sciences onomastiques. Uppsala 1952.
- (amb Arne Klum) Franska stilar för universitetsstadiet med nyckel. Estocolm 1955.
- Études sur la formation diminutive dans les langues romanes. Uppsala / Wiesbaden 1957.
- Les limites du francoprovençal et l'aire de "nostron" [adjectiu possessiu]. 1966.
- Étude sur la vitalité de la formation diminutive française au XXe siècle. Uppsala 1972.